# Balestilha

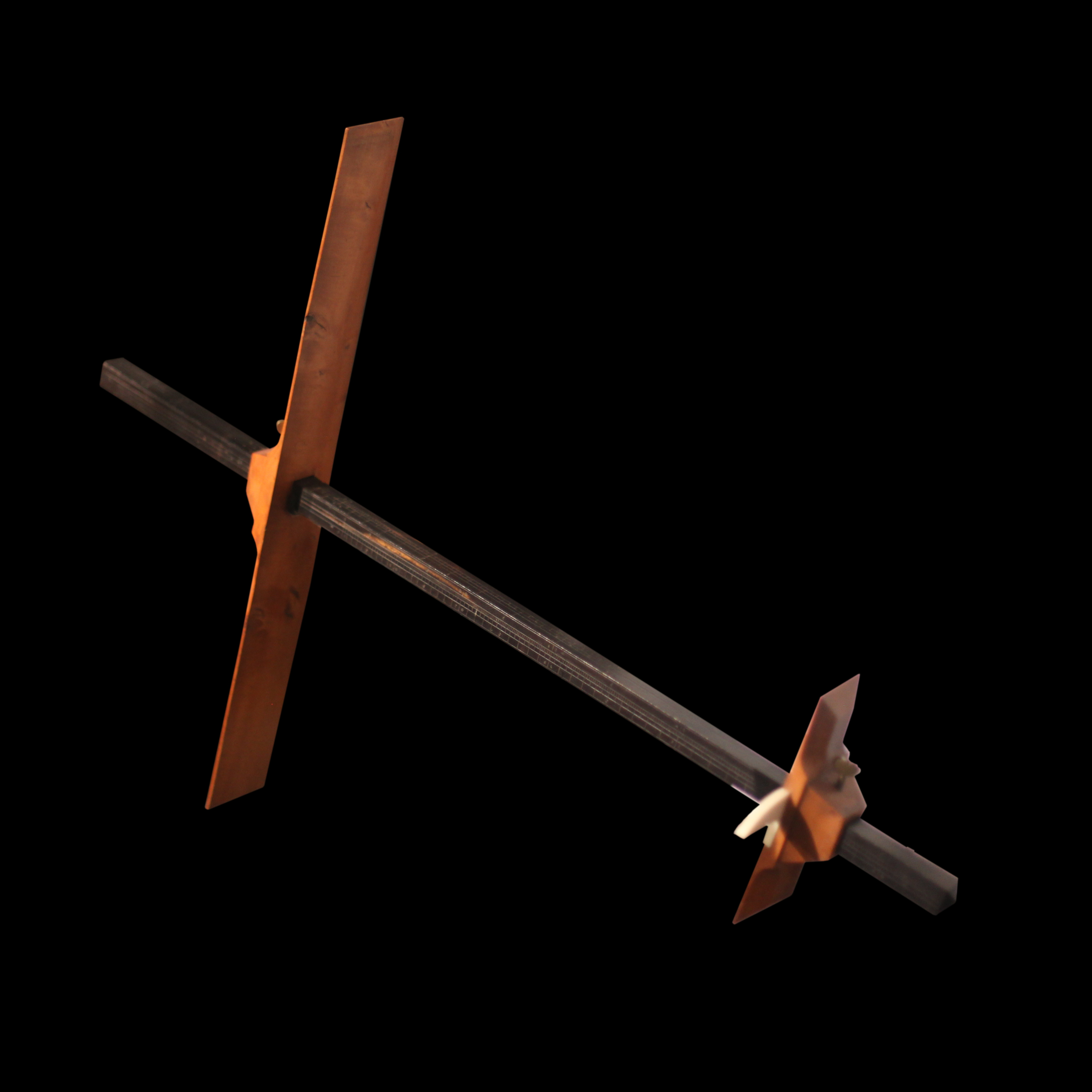
Balestilha com dois "soalhas"

A balestilha é um instrumento complementar da esfera armilar, formado por "virote" e "soalha", utilizado para medir a altura em graus que une o horizonte ao astro e dessa forma determinar os azimutes, antes e depois de sua passagem meridiana. A balestilha também é referida como "Báculo de Jacob".
A versão do instrumento na imagem  é própria para ser usada em alto mar, através de observações da altura do Sol na identificação da latitude do navio. A origem do seu nome remonta ou de “balhestra”, que significa besta, a arma medieval, ou, mais provavelmente, do árabe “balisti”, que significa altura , nesse caso a vertical do astro.

## História
Foi um instrumento náutico bastante utilizado pelos Portugueses na Época dos Descobrimentos, e a sua primeira descrição encontra-se no Livro de Marinharia de João de Lisboa em 1514.
No entanto, há descrições anteriores, atribuídas a Jacob Ben Machir Ibn Tibbon(Prophatius) e Levi Ben Gerson (Gersónides).
A primeira imagem da utilização de uma balestilha pode ser encontrada no Regimento de navegacion(1552) de Pedro Medina.

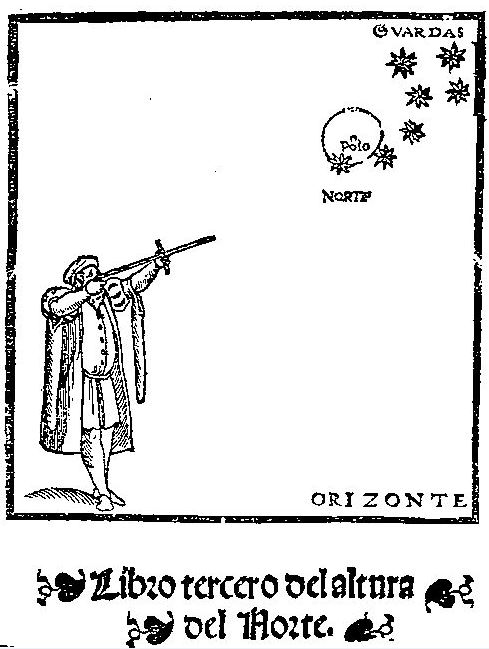
Balestilha no Regimento de navegacion(1552) de Pedro Medina

Terá sido o primeiro instrumento desta época para trazer o astro ao horizonte do mar, mesmo tendo aparecido depois do astrolábio e do quadrante. Foi dos instrumentos náuticos mais utilizados durante os Descobrimentos portugueses.

## Construção
É basicamente constituída por uma régua de madeira ("virote") na qual se coloca a "soalha" que corre na perpendicular em relação ao virote. A leitura do ponto onde se encontrava o astro era feita no ponto da escala gravada no virote onde a soalha se encontrava.

## Utilização
Para medir a altura de uma estrela, que não seja  o Sol, coloca-se o olho na extremidade do virote e desloca-se a soalha de modo que a aresta superior coincida com a estrela e a inferior com o horizonte. A altura da estrela é dada pela leitura do número que se encontra inscrito no ponto do virote onde ﬁca a soalha.
Para saber a altura do sol, a acção não decorria virada de frente para o astro, mas sim de costas para este, para que a vista não fosse danificada pela intensidade da luz do sol o que limitava o seu uso em terra ou quando o sol se encontrava perto do horizonte.